# Meterginus flavicinctus
Meterginus flavicinctus is een hooiwagen uit de familie Cosmetidae.